# لویی-متیو لانگلس
لویی-متیو لانگلس (فرانسوی: Louis-Mathieu Langlès‎; ۲۳ اوت ۱۷۶۳ – ۲۸ ژانویهٔ ۱۸۲۴) لغت‌شناس، زبان‌شناس، مترجم، نویسنده، کتابدار و شرق‌شناس فرانسوی بود. او نگاه‌دار نسخه‌های خطی شرقی در کتابخانه ملی فرانسه بود و همین جایگاه را در تغییر نام کتابخانه پس از سقوط امپراتوری حفظ کرد. لانگلس به عنوان استاد زبان فارسی در کلژ دو فرانس برگزیده شد. لانگلس در ۱۷۸۸ برگزیده‌ای از حکایت‌ها و قطعه‌های ادبی و کلمات قصار را از عربی و فارسی به فرانسه ترجمه و منتشر کرد. او در این کتاب برای نخستین بار فرانسویان را با فردوسی و شاهنامه آشنا کرد.
وی همچنین برندهٔ جوایزی همچون لژیون دونور (شوالیه) شده‌است.